# Sphaerocera asiatica
Sphaerocera asiatica är en tvåvingeart som beskrevs av Papp 1988. Sphaerocera asiatica ingår i släktet Sphaerocera och familjen hoppflugor.
Artens utbredningsområde är Pakistan. Inga underarter finns listade i Catalogue of Life.